# Mijakonodžó (nádraží)
Mijakonodžó (japonsky 都城駅, Mijakonodžó-eki) je významná železniční stanice společnosti JR Kjúšú na trati Nippó a Kitto.

## Fotografie

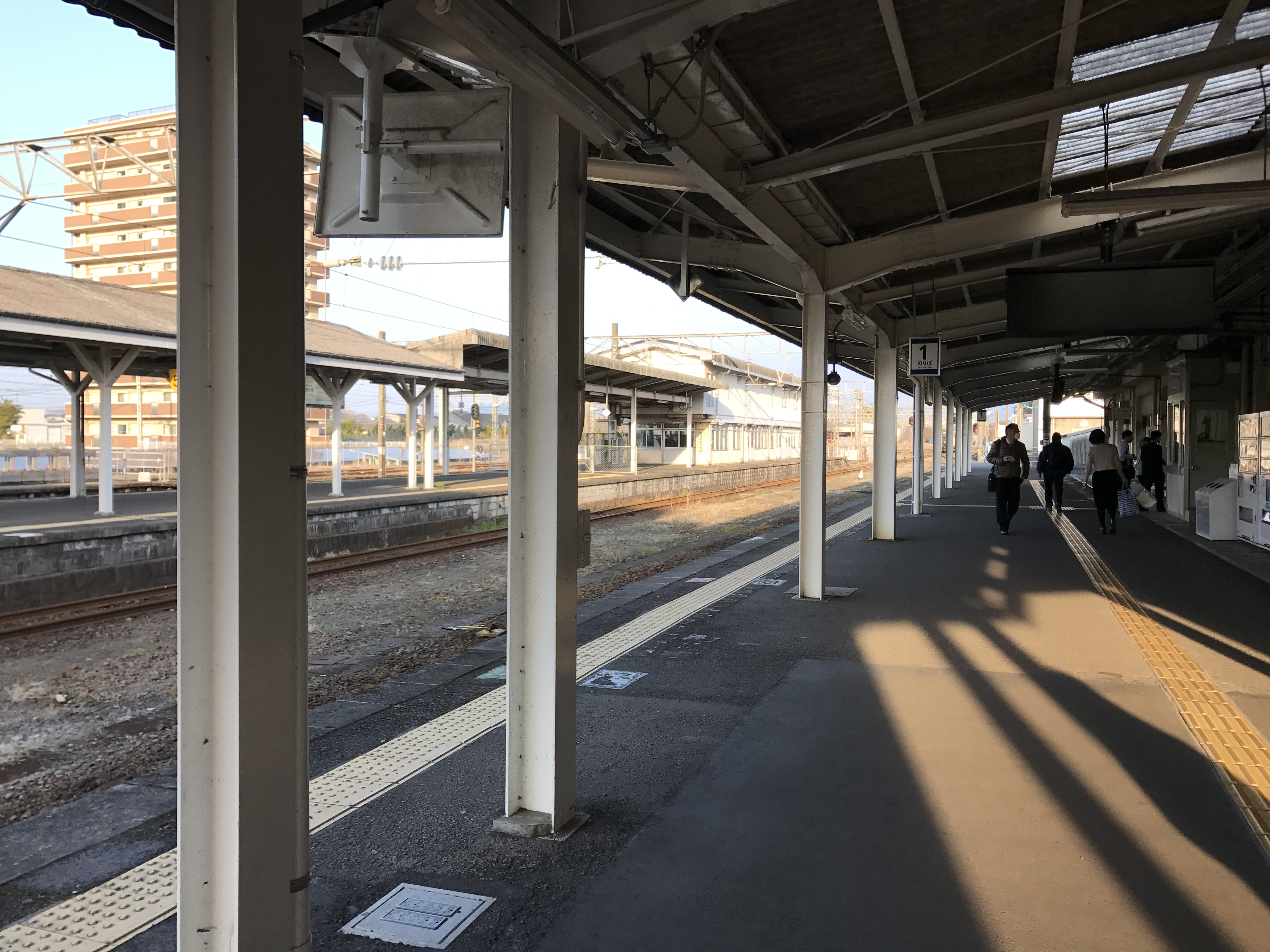
Nástupiště (2017)
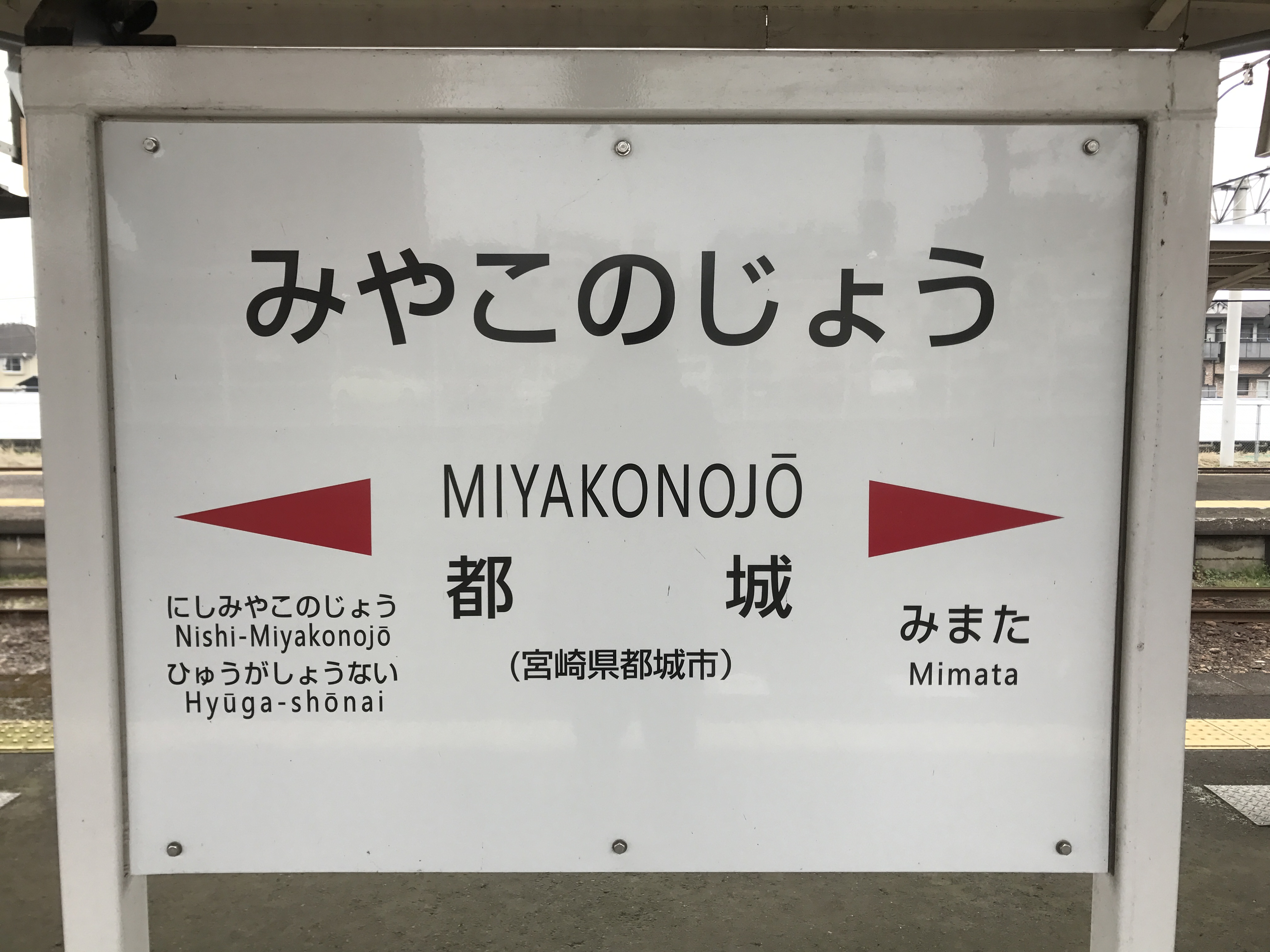
Nádražní cedule (2017)
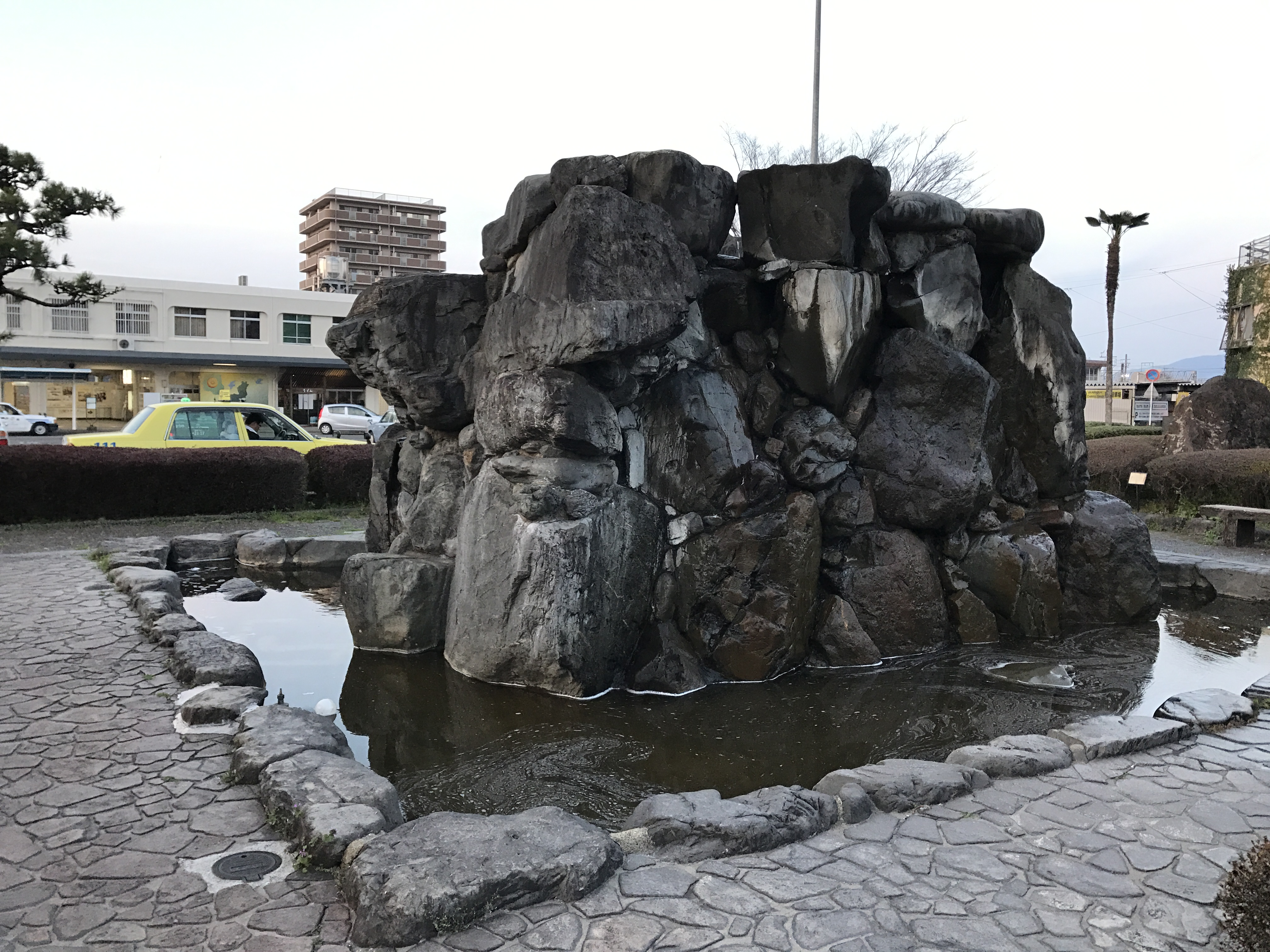
Přednádražní fontána (2017)

## Zastavující rychlíky
- Kirišima (Mijazaki–Kagošima-čúó)

## Navazující stanice
JR Kjúšú
Trať Nippó
■Rychlíky Kirišima
■Osobní vlaky
Mimata (4,3 km) ◄ Mijakonodžó ► (2,5 km) Niši-Mijakonodžó
Trať Kitto
■Osobní vlaky
Hjúga-Šónai (4,1 km) ◄ Mijakonodžó

## Nástupiště
Stanice má tři nástupiště a pět kolejí.
| 1–3 | Rychlíky Kirišima a osobní vlaky na trati Nippó | směr Tano, Minami-Mijazaki, Mijazaki |
| 1–3 | Rychlíky Kirišima a osobní vlaky na trati Nippó | směr Kokubu, Hajato, Kagošima-čúó    |
| 4–5 | Osobní vlaky na trati Kitto                     | směr Kobajaši, Ebino a Jošimacu      |